# Chris Nielsen (homme politique)
Chris Nielsen, né en avril 1967, est un homme politique canadien, membre du Nouveau Parti démocratique de l'Alberta.
Depuis 2015, il est élu à l'Assemblée législative de l'Alberta représentant la circonscription d'Edmonton–Decore.